# Paranthrene oberthueri
Paranthrene oberthueri is een vlinder uit de familie wespvlinders (Sesiidae), onderfamilie Sesiinae.
Paranthrene oberthueri is voor het eerst wetenschappelijk beschreven door Le Cerf in 1916. De soort komt voor in het Oriëntaals gebied.